# 比爾基 (伊爾沙瓦區)
48°19′46″N 23°8′23″E / 48.32944°N 23.13972°E
比爾基（烏克蘭語：Білки）是位於烏克蘭西部外喀爾巴阡州裏貝雷霍韋區的村莊，始建於1245年，面積45.6平方公里，海拔高度179米，2001年人口8,064，人口密度每平方公里1,832.73人。